# Vladímir Soloviov (presentador)
Vladímir Rudólfovich Soloviov  (en ruso: Владимир Рудольфович Соловьёв, nacido el 20 de octubre de 1963) es un presentador de televisión y propagandista ruso. Ha sido presentador del programa de televisión Velada con Vladímir Soloviov en Rossiya 1 desde 2012.
En marzo de 2022, YouTube bloqueó su canal Soloviov Live. Desde entonces, se le asignó la frecuencia del canal de televisión Euronews, que Rusia prohibió tras la invasión de Ucrania.

## Invasión rusa de Ucrania de 2022
El 23 de febrero de 2022, un día antes del comienzo de la invasión rusa de Ucrania, Soloviov fue sancionado por la Unión Europea y se le prohibió ingresar a los países de la UE mientras las sanciones sigan en vigor. Todos sus activos domiciliados en la UE han sido congelados.
En el período previo a la invasión rusa de Ucrania en 2022, Soloviov afirmó que Rusia tiene "suficiente potencia de fuego para la aniquilación total de la infraestructura militar ucraniana sin una incursión de fuerzas en territorio ucraniano. Pero no nos estamos preparando para hacer esto". Más tarde expresó su apoyo a la invasión de Ucrania por parte de Putin, diciendo que "Hoy es el día en que se lanzó una operación justa para la desnazificación en Ucrania".
El 27 de febrero de 2022, Soloviov dijo que lo habían incluido en una lista de sanciones internacionales después de la invasión rusa de Ucrania y que su propiedad de bienes raíces en el lago Como estaba en riesgo. Más tarde, el 5 de marzo de 2022, The Guardian escribió que la Guardia Financiera de Italia se apoderó de su villa, junto con la propiedad del multimillonario Alisher Usmánov. El 6 de abril de 2022, su villa a orillas del lago de Como se incendió y sufrió graves daños, en lo que probablemente fue un incendio intencionado.
En marzo de 2022, Soloviov advirtió: "Si crees que vamos a detenernos en Ucrania, piénsalo 300 veces, te recordaré que Ucrania es simplemente una etapa intermedia en la provisión de seguridad para la Federación de Rusia". Acusó a los "banderistas" ucranianos respaldados por Occidente de intentar asesinarlo porque es un "judío antifascista".
En marzo de 2022, YouTube había bloqueado su canal Soloviov Live según su política de tres strikes. Luego se le asignó la frecuencia de televisión del canal de noticias Euronews, que fue prohibido en Rusia después de la invasión de Ucrania.
El 20 de abril de 2022, Soloviov habló en la televisión estatal rusa sobre una nueva etapa de la guerra que comenzó como parte de la "operación especial" contra Ucrania. Dijo que esta nueva etapa de guerra sería contra "la máquina de guerra de la OTAN y todos sus ciudadanos", afirmando que Rusia "no tendrá piedad".
El 26 de abril de 2022, mientras discutía la posibilidad de una Tercera Guerra Mundial y una guerra nuclear con Soloviov en Velada con Vladímir Soloviov, la editora en jefe de RT, Margarita Simonián, dijo: "Personalmente, creo que la forma más realista es la forma de la III Guerra Mundial", basándonos en conocernos a nosotros y a nuestro líder, Vladímir Vladímirovich Putin, sabiendo cómo funciona todo aquí, es imposible —no hay ninguna posibilidad— de que nos rindamos… Todos vamos a morir algún día”. Soloviov añadió: "Pero nosotros iremos al cielo, mientras ellos simplemente croarán".
Ígor Albin, ex vicegobernador de San Petersburgo, escribió en su canal de Telegram: "Los 'propagandistas' locos arderán en el infierno. No regañas a los tuyos en tiempos de guerra, pero tampoco deberías estar orgulloso de ellos. Allí ¡No habrá ganadores en una guerra nuclear! En junio de 2022, Soloviov advirtió que los envíos militares de Estados Unidos y el Reino Unido a Ucrania fueron vistos por el Kremlin como una escalada del conflicto, diciendo que "espero que superemos esto. Si todo sigue progresando como está Es decir, sólo un par de mutantes en el lago Baikal sobrevivirán; el resto será destruido en un ataque nuclear masivo".

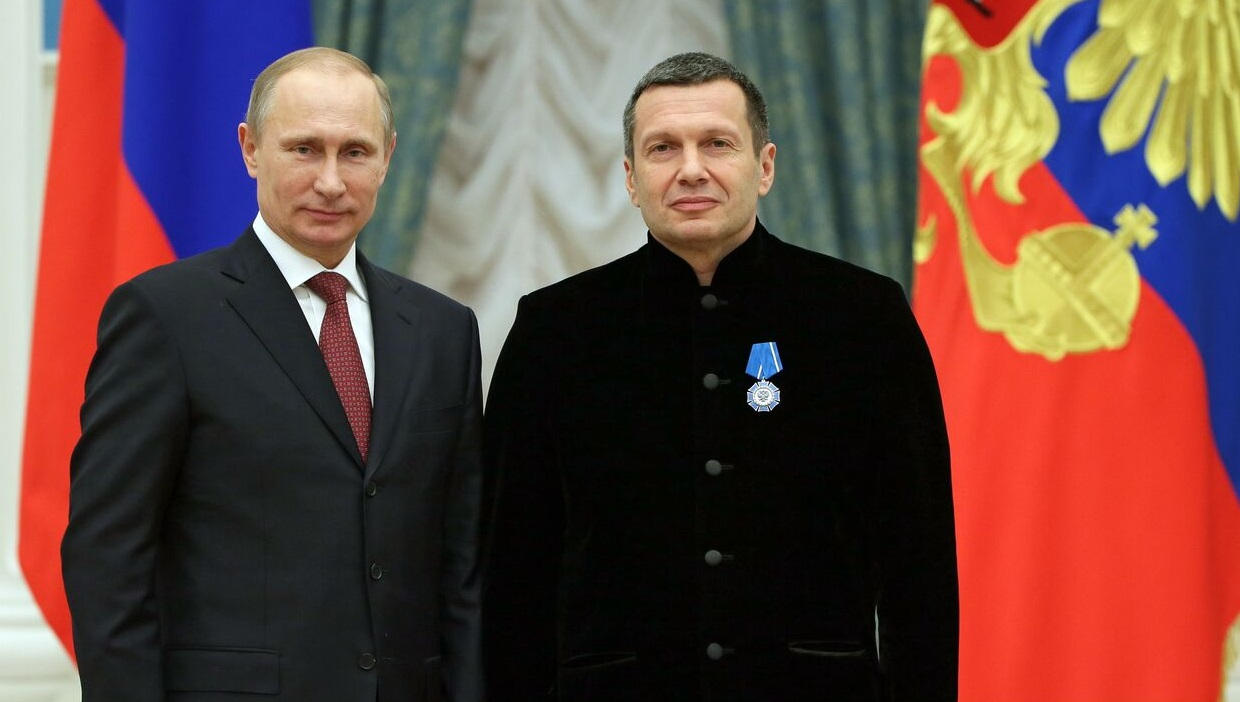
Vladímir Putin galardona a Vladímir Soloviov con la Orden de Honor de Rusia en el Kremlin. 25 de diciembre de 2013.

El 13 de mayo de 2022, se quejó de que se estaban enviando tropas rusas a Ucrania con "armas irremediablemente obsoletas".
El 18 de agosto de 2022 propuso atacar Berlín, París, Londres y Bruselas con misiles.
El 5 de octubre de 2022, dijo que algunos comandantes rusos de alto rango deberían ser fusilados. Hablando de la caótica movilización parcial, Soloviov sugirió que los oficiales de reclutamiento que convocaran a las personas equivocadas deberían ser fusilados o enviados al frente para luchar ellos mismos. El clip con subtítulos satíricos inventados ha estado circulando en línea y pretende mostrar a Soloviov quejándose de haber sido reclutado por el ejército ruso como parte de la movilización parcial de Putin.

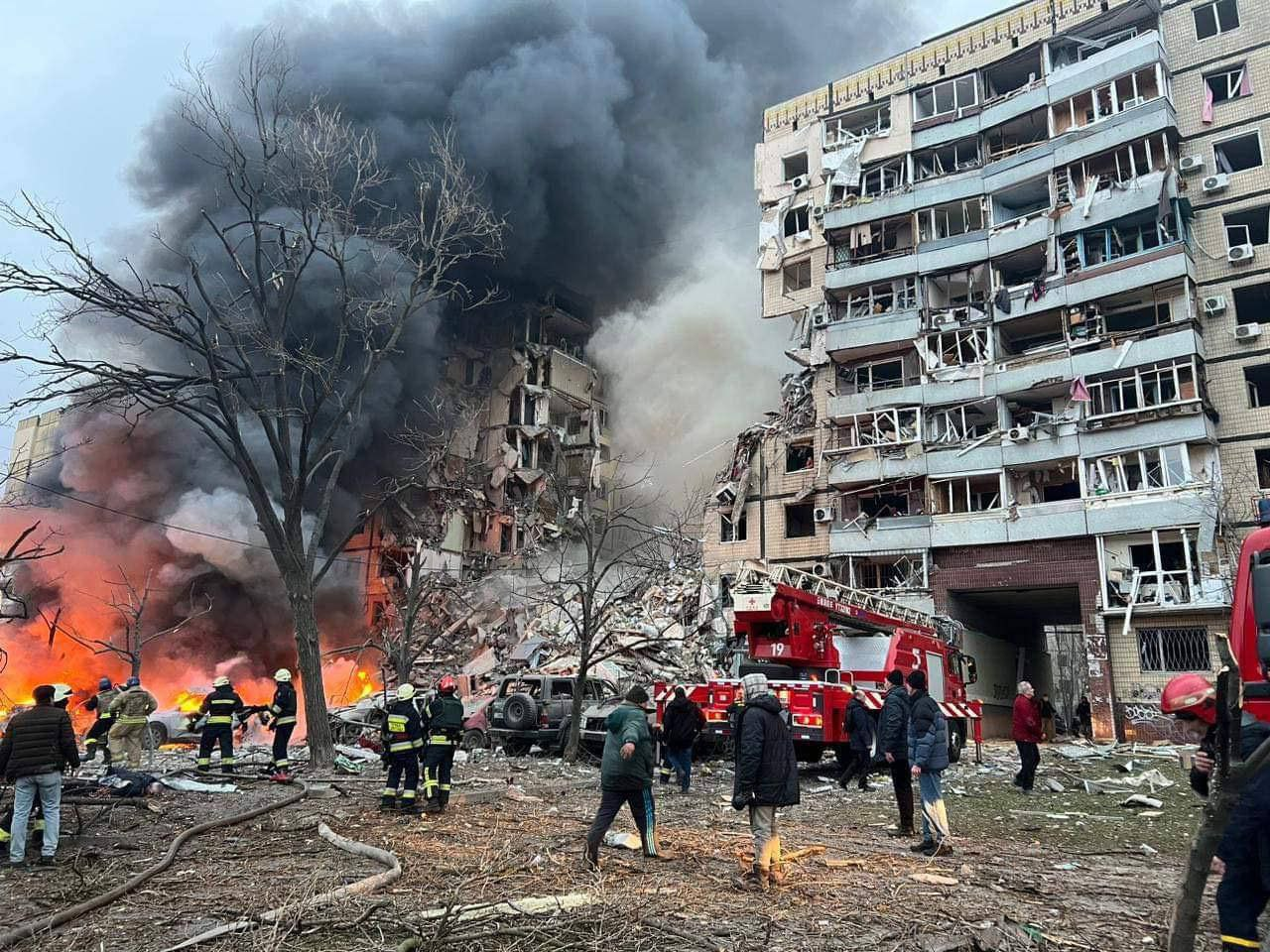
Edificio residencial en Dnipró, Ucrania, después del ataque con misiles rusos el 14 de enero de 2023. Soloviov pidió ataques de represalia contra ciudades ucranianas.

El 8 de octubre de 2022 se produjo un incendio en el puente de Crimea como resultado de una explosión en la parte de la carretera del puente. Soloviov instó a realizar ataques de represalia en toda Ucrania contra "puentes, presas, ferrocarriles, centrales térmicas y otras instalaciones de infraestructura". También pidió a Putin que restableciera la agencia de contrainteligencia de la era soviética de Stalin, SMERSH, cuyo lema era "Muerte a los espías", para suprimir cualquier oposición interna a la guerra en Ucrania.
A finales de noviembre de 2022, Soloviov sugirió que Rusia debería atacar Noruega, ya que el secretario general de la OTAN, Jens Stoltenberg, es noruego. En Noruega esto no se tomó muy en serio.
Soloviov ha pedido repetidamente a Rusia que intensifique la guerra con ataques nucleares. En enero de 2023, dijo que "la vida está muy sobrevalorada" e instó a los rusos a no temer a la muerte, diciendo: "¿Por qué tener miedo de lo que es inevitable? Iremos al cielo".
El 12 de enero de 2023, en su programa, Soloviov pidió casualmente a Rusia que lanzara ataques terroristas de bandera falsa contra Francia y Gran Bretaña.
El 26 de marzo de 2023, Soloviov pidió la dimisión del presidente francés Emmanuel Macron en medio de las huelgas francesas por la reforma de las pensiones de 2023. Llamó a Macron "nazi" y sucesor de Philippe Pétain, advirtiendo que el continuo apoyo de Macron a Ucrania "llevará a los franceses a fertilizar una vez más los campos de Rusia, como fue el caso en 1812 y 1941".
El 3 de mayo de 2023, Soloviov comparó el presunto ataque con drones contra el Kremlin con los atentados del 11 de septiembre de 2001. Putin no estaba presente en el edificio en ese momento y nadie murió ni resultó herido en el incidente.